# Notoc
In ambito aeronautico la sigla NOTOC, contrazione di Special Load Notification To Captain, indica un documento che viene consegnato al comandante, in cui sono riportate le merci pericolose e/o speciali caricate sull'aeromobile.

## Suddivisione
La notoc si divide in due parti: Dangerous Goods (merci pericolose) e Other Special Load (altri carichi speciali); merci pericolose trasportate per via aerea sia con aereo passeggeri che Only Cargo sono: 
Il prefisso R sta per Restricted - Pericoloso
Dangerous Goods - Merci Pericolose
Suddivise per classe dalla 1 alla 9, ed eventuale divisione es. 2.3 6.1 ecc.

### Classi
Classe 1 - Esplosivi REX
- RXS - Classe 1.4 Esplosivi Solo munizioni sportive per aereo passeggeri

Classe 2 - Gas
- RFG - Classe 2.1 Gas Infiammabile
- RNG - Classe 2.2 Gas Non Tossico Non Infiammabile
- RPG - Classe 2.3 Gas Tossico

Classe 3 - Liquidi Infiammabili
- RFL - Classe 3 Liquidi Infiammabili

Classe 4 - Solidi Infiammabili
- RFS - Classe 4.1 Solido Infiammabile
- RSC - Classe 4.2 Combustione spontanea
- RFW - Classe 4.3 Infiammabile se Bagnato

Classe 5 - Ossidi e Perossidi
- ROX - Classe 5.1 Ossidi Organici
- ROP - Classe 5.2 Perossidi Organici

Classe 6 - Infettivi e Tossici
- RPB - Classe 6.1 Veleni
- RIS - Classe 6.2 Sostanze Infettive

Classe 7 - Radioattivi
- RRW - Classe 7 Cat. I
- RRY - Classe 7 Cat. II
- RRY - Classe 7 Cat. III

Classe 8 - Corrosivi
- RCM - Classe 8 Corrosivi

Classe 9 - Miscellanei
- RMD - Classe 9
- MAG - Classe 9
- ICE - Classe 9
- RSB - Classe 9

### Altri Carichi Speciali
I carichi speciali (Other Special Load) non hanno una classificazione come i DGR (merci pericolose), ma il gruppo delle merci deperibili possono fare al caso nostro il prefisso P sta per Perishable - Deperibile che sono
- (PEA - Trofei di caccia o pellame non trattato - Hunting Trophy)
- (PES - Pesce per consumo umano - Seafood)
- (PEM - Carne per consumo umano - Meat)
- (PEF - Fiori - Flowers)
- (PEP - Frutta e verdura - Plants)
- (EAT - Cibo per consumo umano - Eat)
- (PER - Merce deperibile non facente parte della lista precedente

Altri carichi speciali che devono comparire sulla NOTOC sono:
- (VAL - Valori - Valuable)
- (HUM - Salme - Human Remain)
- (HEG - Uova da Cova - Hatching Eggs)
- (DIP - Merce o Posta Diplomatica - Diplomatic)
- (WAM - Munizioni - Weapon Ammunition)
- (WAS - Armi - Weapons Sporting)
- (VUN - Vulnerabile - Vulnerable)
- (AVI - Animali Vivi - Live Animal)